# Jobst Hirscht
Jobst Hirscht (ur. 19 lipca 1948 w Szlezwiku) – niemiecki lekkoatleta reprezentujący Republikę Federalną Niemiec, sprinter, medalista olimpijski z 1972 i halowy mistrz i wicemistrz Europy.
Wystąpił w finale Pucharu Europy w 1967 w Kijowie w sztafecie 4 × 100 metrów, która zajęła 2. miejsce, ustanawiając czasem 39,3 s rekord RFN. 
Zwyciężył w biegu na 50 metrów na europejskich igrzyskach halowych w 1968 w Madrycie. Zdobył srebrny medal w biegu na 60 metrów podczas halowych mistrzostw Europy w 1971 w Sofii, przegrywając jedynie z Walerym Borzowem z ZSRR.
Na igrzyskach olimpijskich w 1972 w Monachium sztafeta 4 × 100 metrów RFN w składzie: Hirscht, Karlheinz Klotz, Gerhard Wucherer i Klaus Ehl zdobyła brązowy medal. W biegu na 100 metrów Hirscht awansował do finału, w którym zajął 6. miejsce. Zajął 3. miejsce w biegu na 100 metrów oraz 2. miejsce w sztafecie 4 × 100 metrów w finale Pucharu Europy w 1973 w Edynburgu.
Jobst Hirscht był mistrzem RFN w biegu na 100 metrów w 1973, wicemistrzem w 1972 oraz brązowym medalistą w 1967. Zdobył halowe mistrzostwo RFN w biegu na 60 metrów w 1968 i 1971. 
Rekord życiowy Hirschta w bieg na 100 m wynosił 10,25 s (31 sierpnia 1971, Monachium).